# Tanpisit Kukalamo
Tanpisit Kukalamo (thailändisch ธัญพิสิษฐ์ คุขะละโม; * 23. August 1997 in Ubon Ratchathani), auch als Joey bekannt, ist ein thailändischer Fußballspieler.

## Karriere

### Verein
Tanpisit Kukalamo erlernte das Fußballspielen in der Jugendmannschaft vom Erstligisten Muangthong United sowie in der Schulmannschaft der Sisaket Sport School. Seinen ersten Vertrag unterschrieb er 2016 beim Sisaket FC. Der Verein aus Sisaket spielte in der höchsten Liga des Landes, der Thai Premier League. Nach Vertragsunterschrift wurde er umgehend bis Ende 2017 an den ebenfalls in Sisaket beheimateten Viertligisten Sisaket United FC ausgeliehen. Für den Club spielte er 24-mal in der vierten Liga, der Thai League 4. Hier trat der Verein in der North/Eastern Region an. 2018 wechselte er zum Erstligisten Ubon UMT United nach Ubon Ratchathani. Für Ubon spielte er 25-mal in der ersten Liga. Ende 2018 musste er mit dem Club den Weg in die Zweitklassigkeit antreten. 2020 unterschrieb er einen Vertrag beim Zweitligaaufsteiger Khon Kaen United FC in Khon Kaen. In der Saison 2020/21 wurde er mit Khon Kaen Tabellenvierter und qualifizierte sich für die Aufstiegsspiele zur zweiten Liga. Hier konnte man sich im Endspiel gegen den Nakhon Pathom United FC durchsetzen und stieg somit in die zweite Liga auf. Für Khon Kaen absolvierte er elf Zweitligaspiele. Im Mai 2021 nahm ihn der Erstligaabsteiger Rayong FC aus Rayong unter Vertrag. Für den Zweitligisten bestritt er 24 Ligaspiele. Ende Juli 2022 verpflichtete ihn der ebenfalls in der zweiten Liga spielende Kasetsart FC. Für den Bankoker Verein bestritt er acht Ligaspiele. Im Dezember 2022 wurde sein Vertrag nicht verlängert. Im gleichen Monat unterschrieb der Mittelfeldspieler einen Vertrag beim Drittligisten Phitsanulok FC. Mit dem Verein aus Phitsanulok spielte er in der Northern Region der Liga. Am Ende der Saison 2022/23 wurde er mit dem Verein Meister der Region. In den Aufstiegsspielen zur zweiten Liga konnte man sich jedoch nicht durchsetzen. Im Sommer 2023 wechselte er zum Ligakonkurrenten Uttaradit FC. Für den Verein aus Uttaradit bestritt er bis Dezember 2023 zehn Ligaspiele. Die Rückrunde wechselte er zu dem in der North Eastern Region spielenden Mahasarakham FC. Am Ende der Saison feierte er mit dem Verein die Vizemeisterschaft der Region sowie den anschließenden Aufstieg in die zweite Liga. Nach dem Aufstieg verließ er den Verein und schloss sich dem in der Central Region spielenden Kasem Bundit University FC an. Nach zehn Ligaspielen wechselte er im Januar 2025 zu dem in der Northern Region spielenden Phitsanulok FC.

### Nationalmannschaft
Von 2018 bis 2019 absolvierte Tanpisit Kukalamo insgesamt sieben Partie für diverse thailändische Jugendnationalmannschaften. Mit der U-22-Auswahl nahm er im Februar 2019 an der Südostasienmeisterschaft in Kambodscha teil und verlor dort im Finale mit 1:2 gegen Indonesien.

## Erfolge
Phitsanulok FC
- Thai League 3 – North: 2022/23